# 雲石寺
雲石寺，泰國曼谷律实县的佛寺，建于1899年。拉瑪五世駕崩後埋骨於此。寺廟正殿的寺柱、石欄、石獅，石壁及地面都是由意大利進口的大理石打造，因此稱為雲石寺或大理石寺。
云石寺结合暹罗和西洋建筑特色，是五世王统治时期的王家寺廟艺术典范，如今亦是旅游名胜。

## 历史
云石寺于1899年由暹罗拉玛五世王朱拉隆功下令修建。这时，朱拉隆功正在律实县打造新的宫苑律实宫，云石寺是一并就近修建的王家佛寺。该寺由那里沙拉·努瓦迪翁亲王设计，以大理石打造。寺庙完工于1911年。

## 建筑
戒堂為主殿，十字形佈局，正面有四座卡拉拉大理石柱，正门有两座石狮守卫，殿後庭院铺大理石砖。戒堂内部可见贴金横楣，墙壁开出浅窟，其中绘有暹罗各地的佛塔。戒堂后方的回廊内摆放有52尊佛像，姿态手印各异，由丹龍·拉差努帕亲王搜集。窗户全部以西洋哥特式风格的彩色玻璃打造。
戒堂内部供奉成功佛，高約3米，铸于1920年，依照彭世洛府玛哈泰寺的成功佛像铸造。佛像下方埋藏着拉玛五世的遗骸。
主殿旁是一条小河，对岸建有藏经阁、钟楼、佛学院等建筑。

## 图册

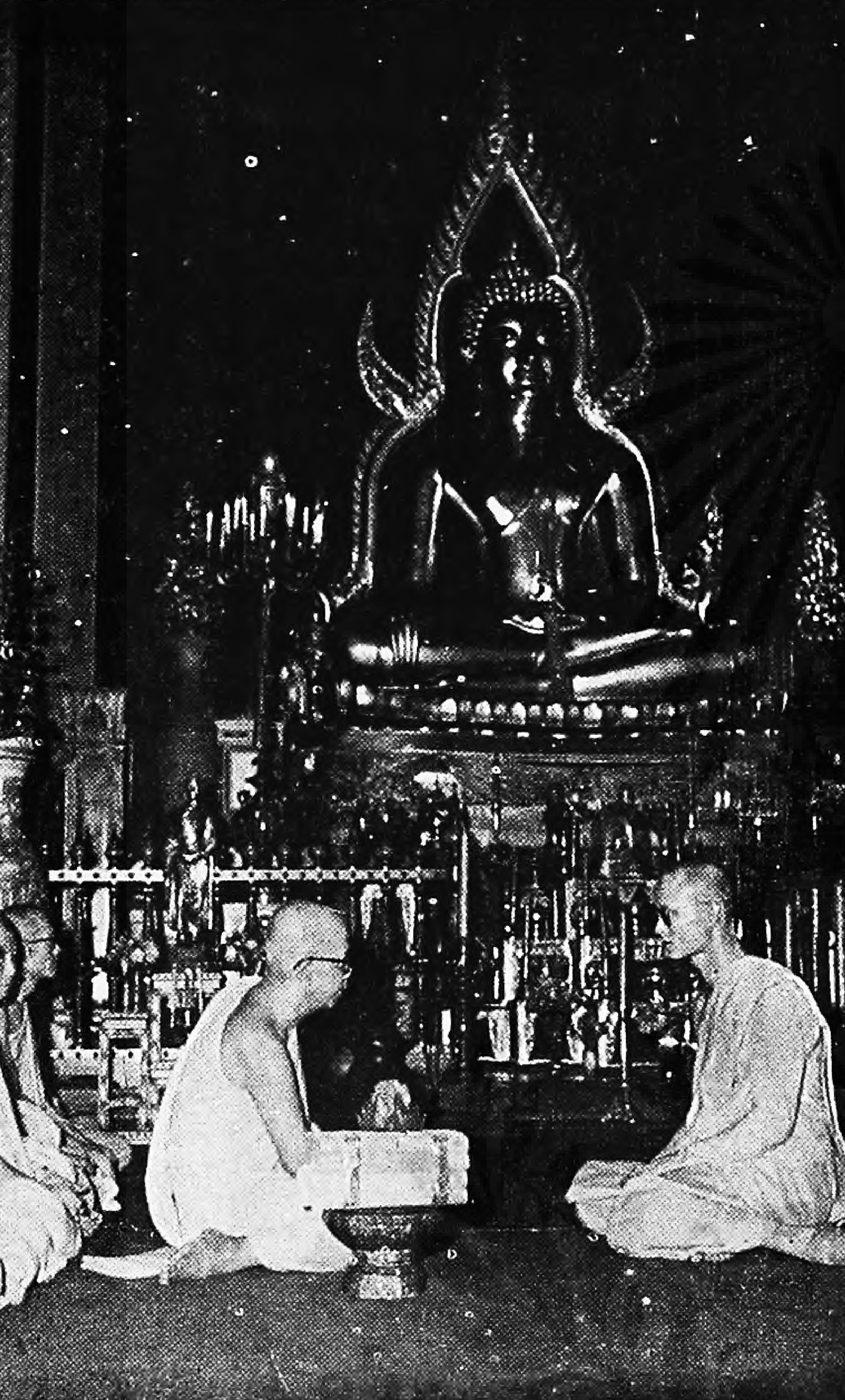
1956年，普密蓬国王出家期间到访云石寺
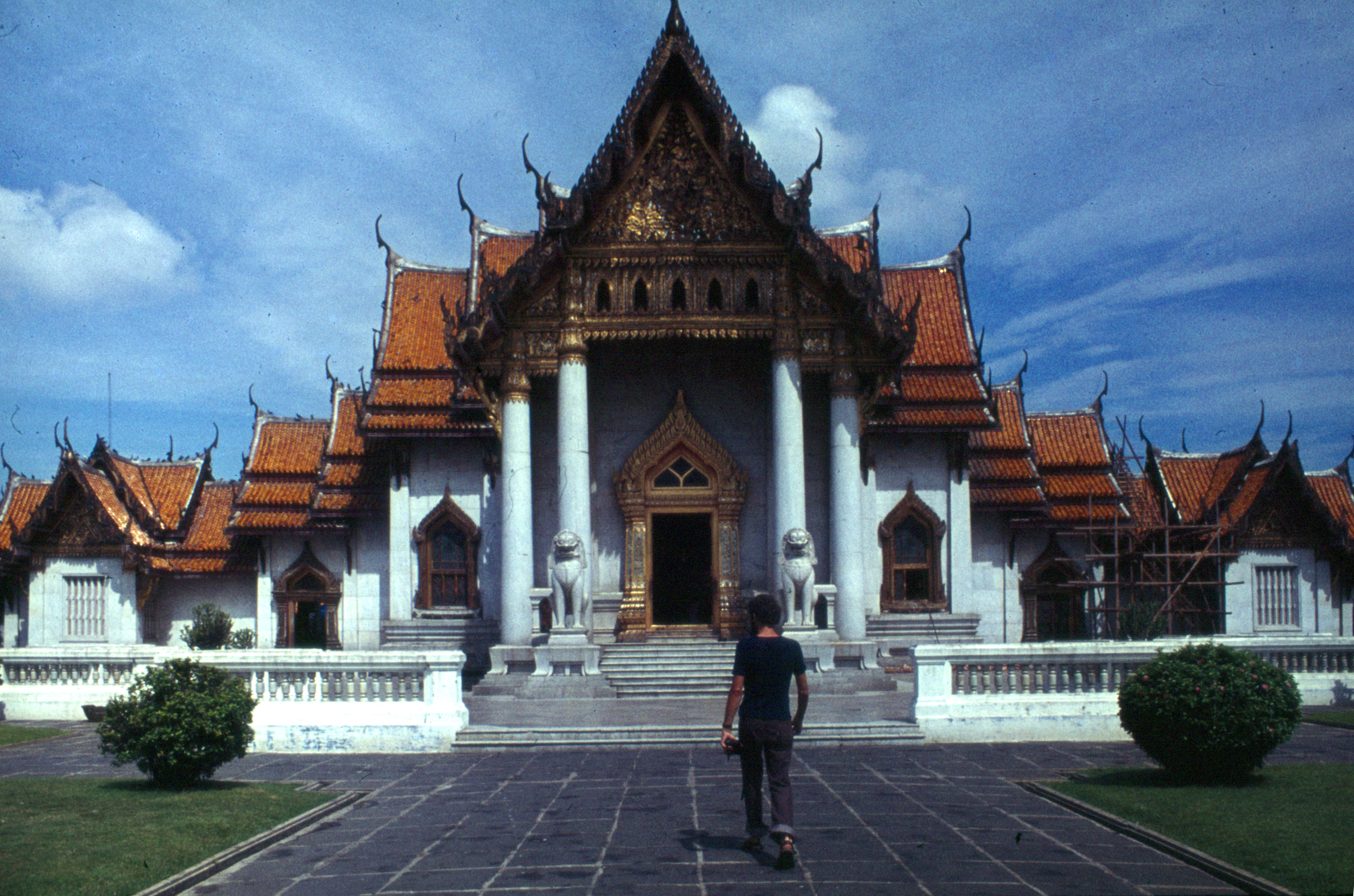
1976年的戒堂
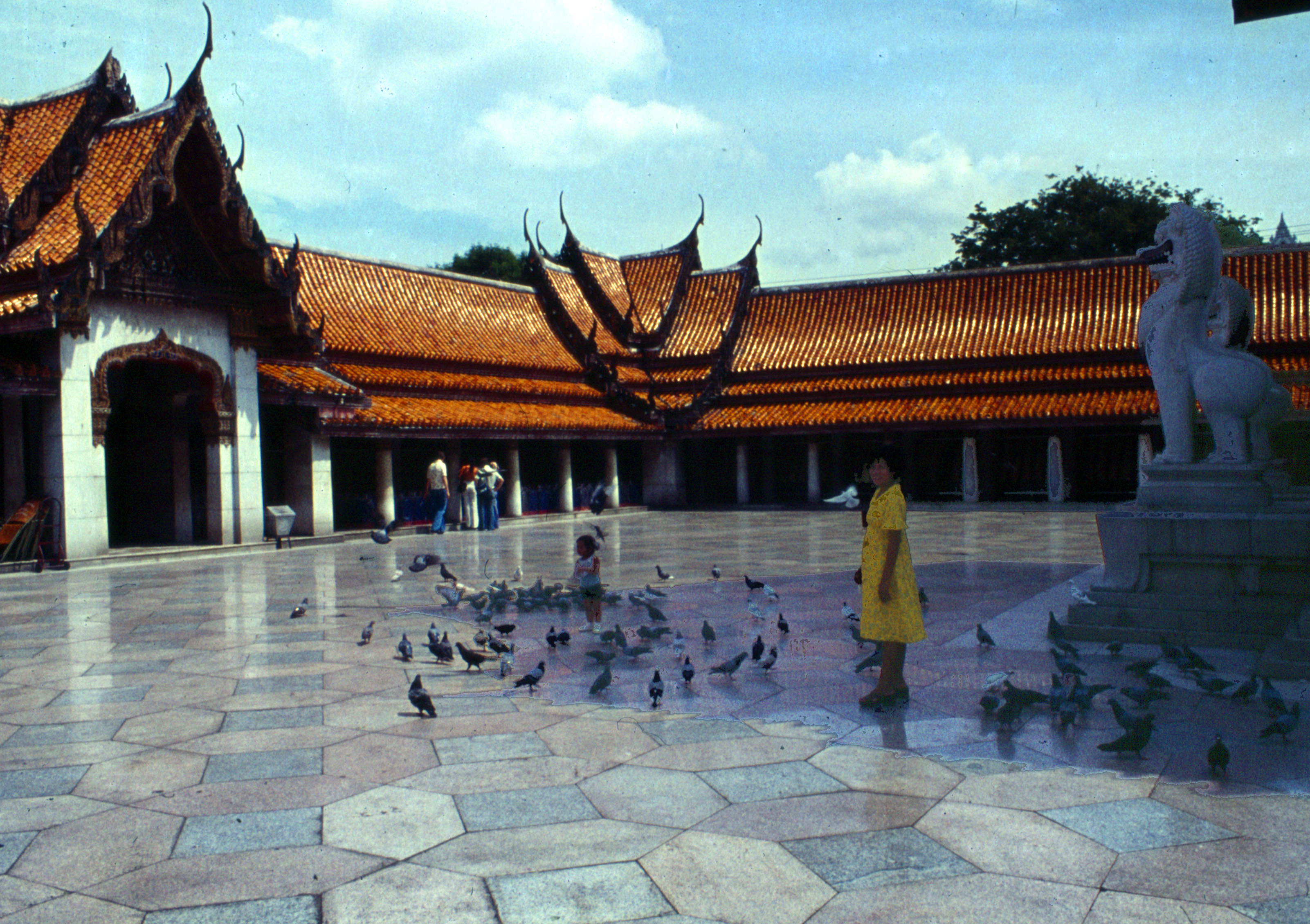
1976年的庭院和回廊
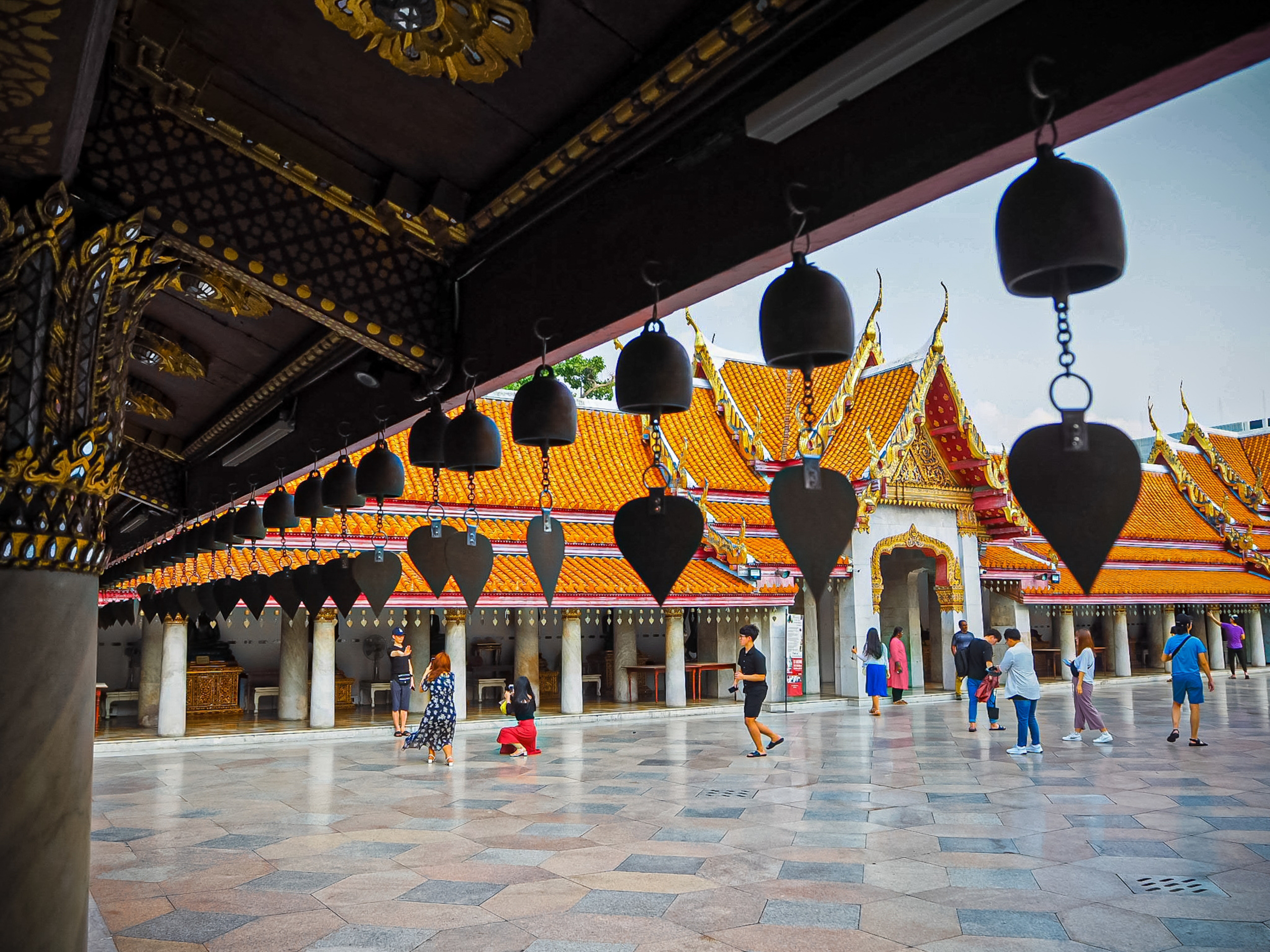
大理石庭院
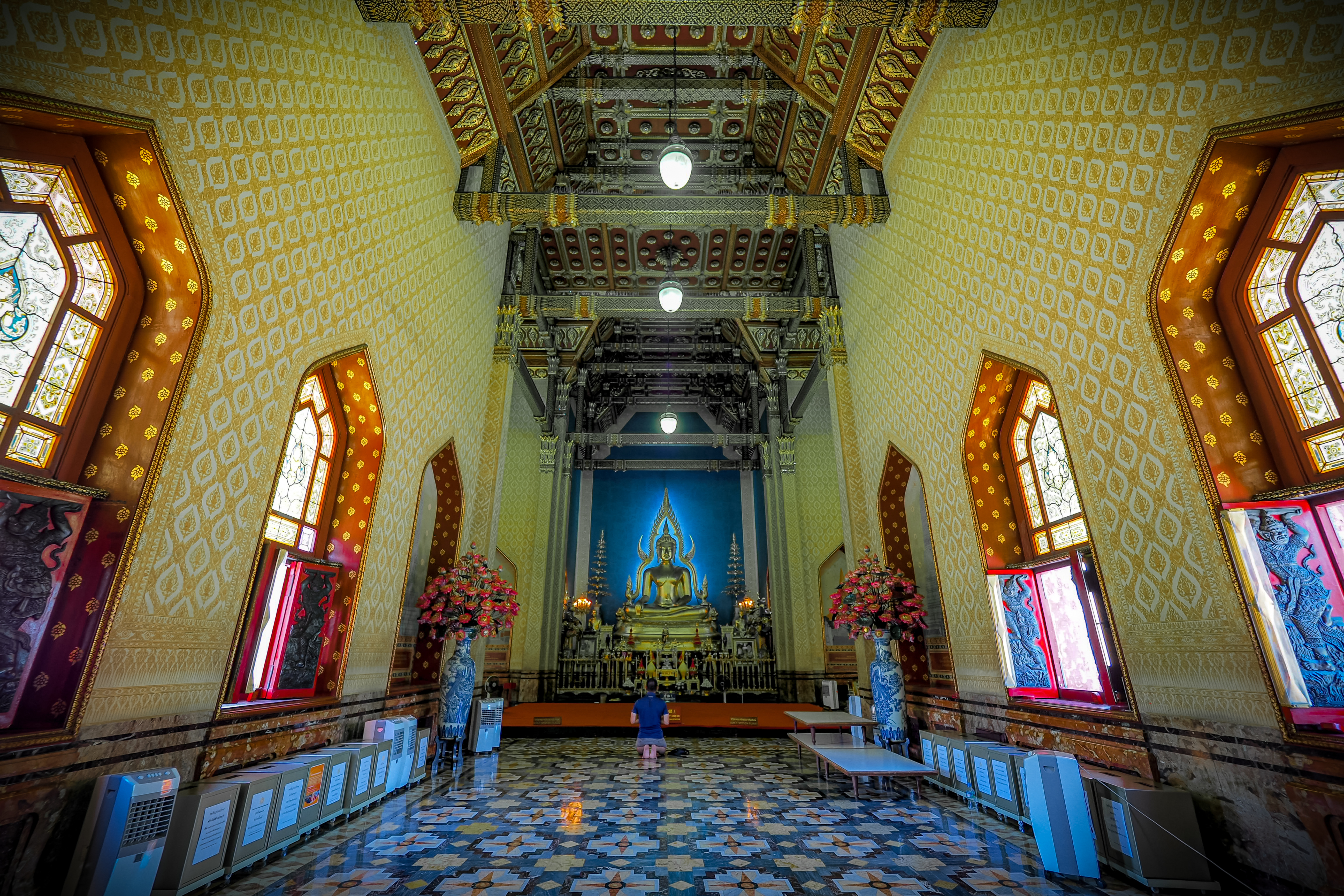
戒堂内部
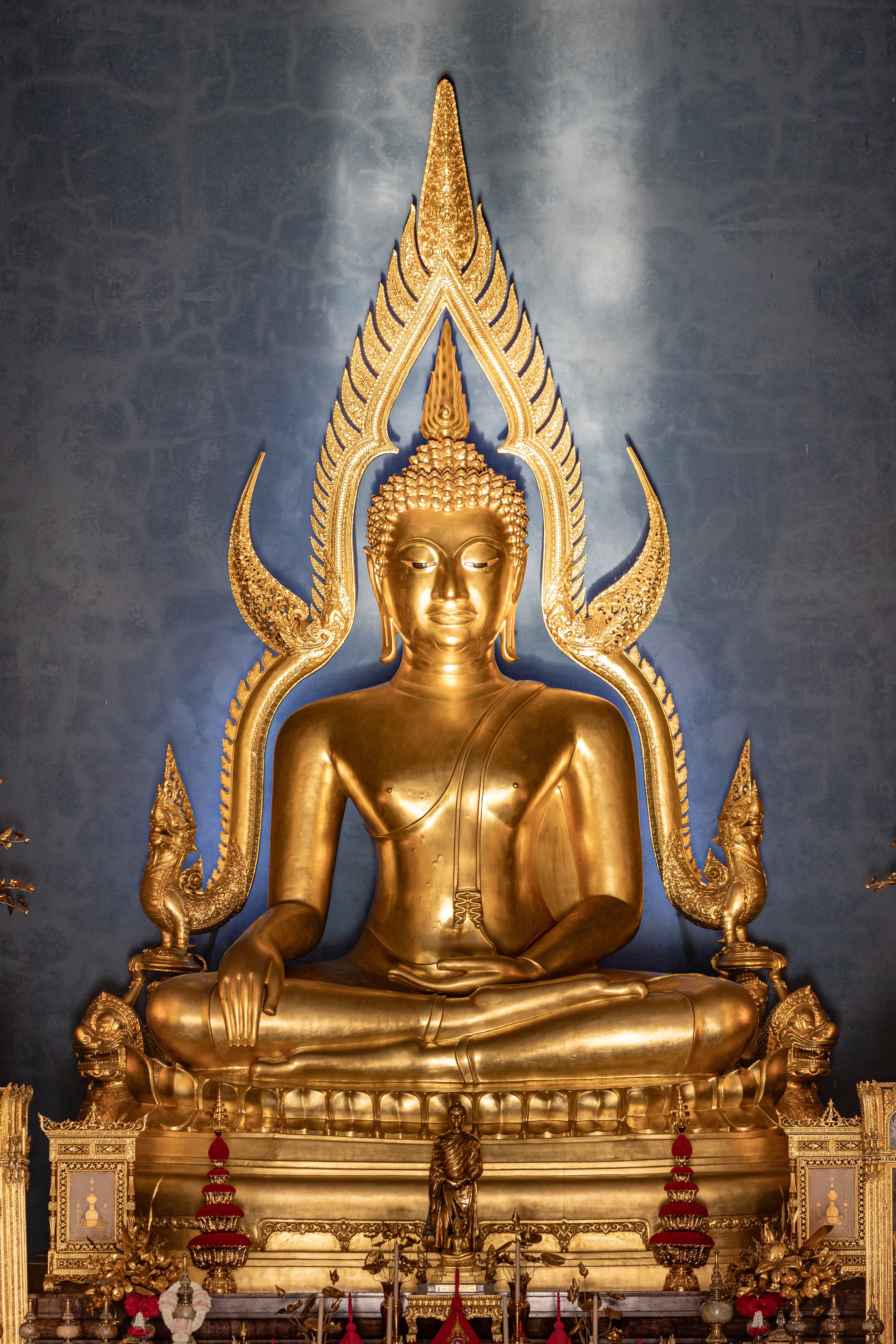
成功佛
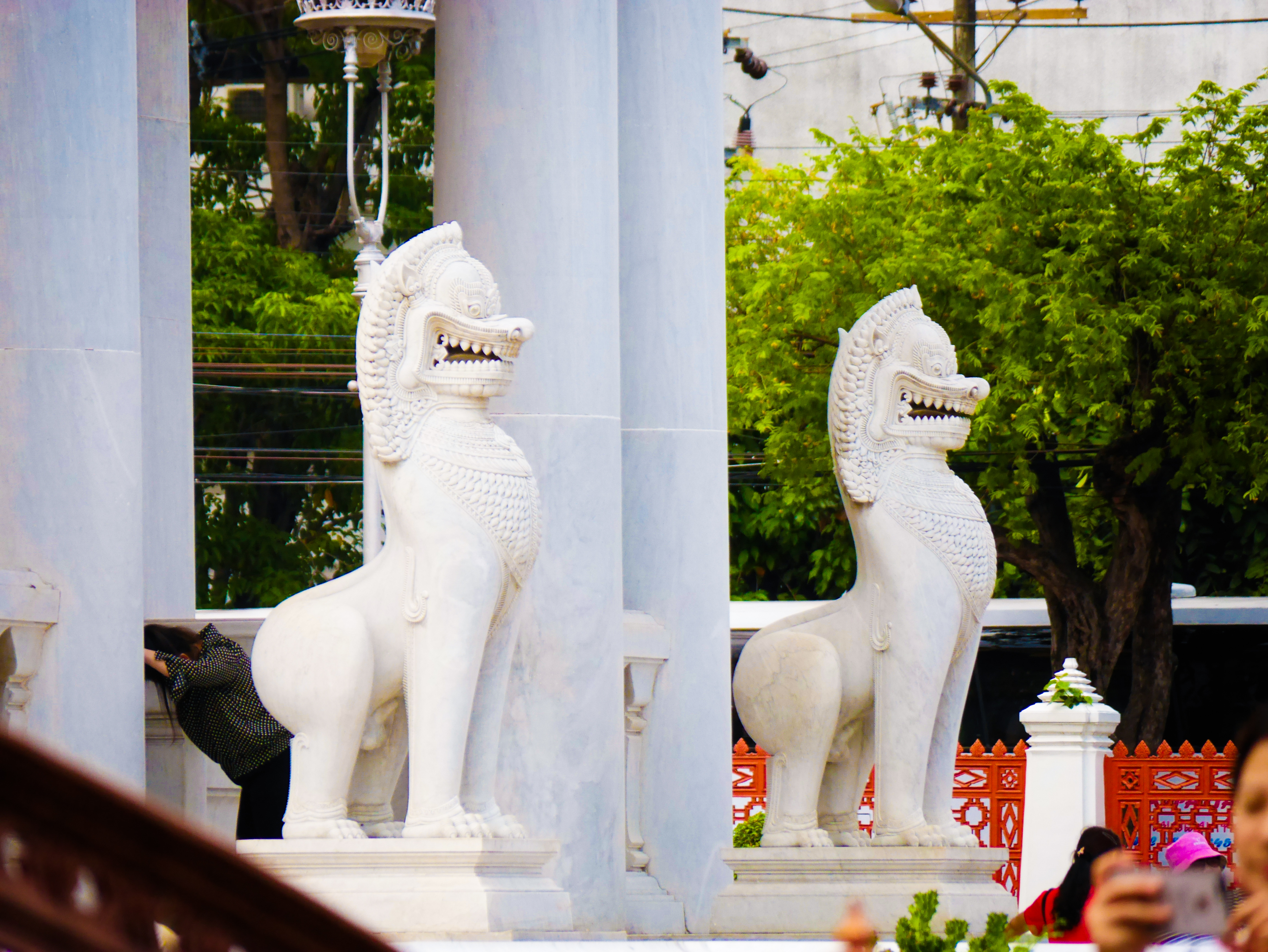
石狮
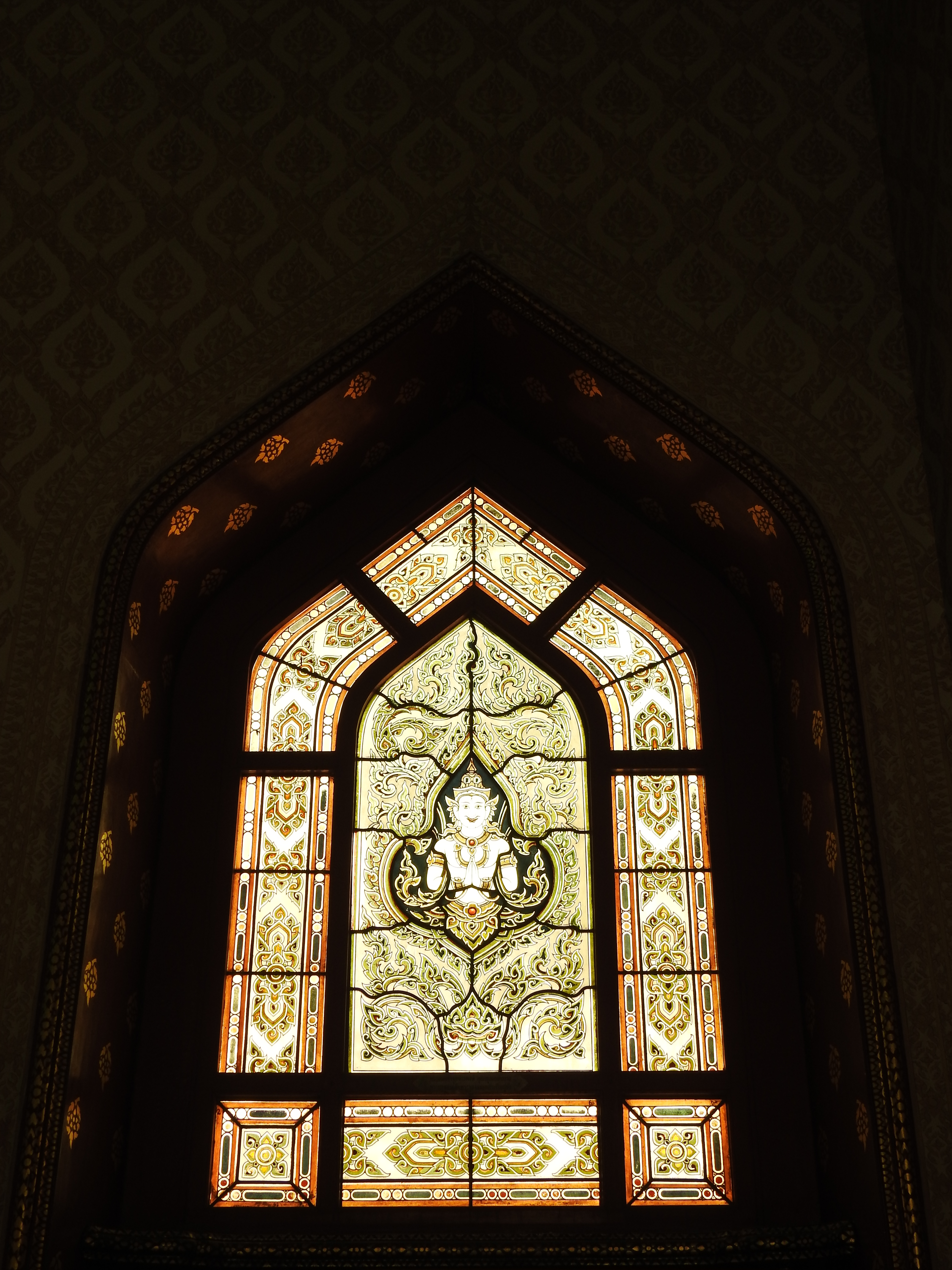
戒堂内的彩色玻璃
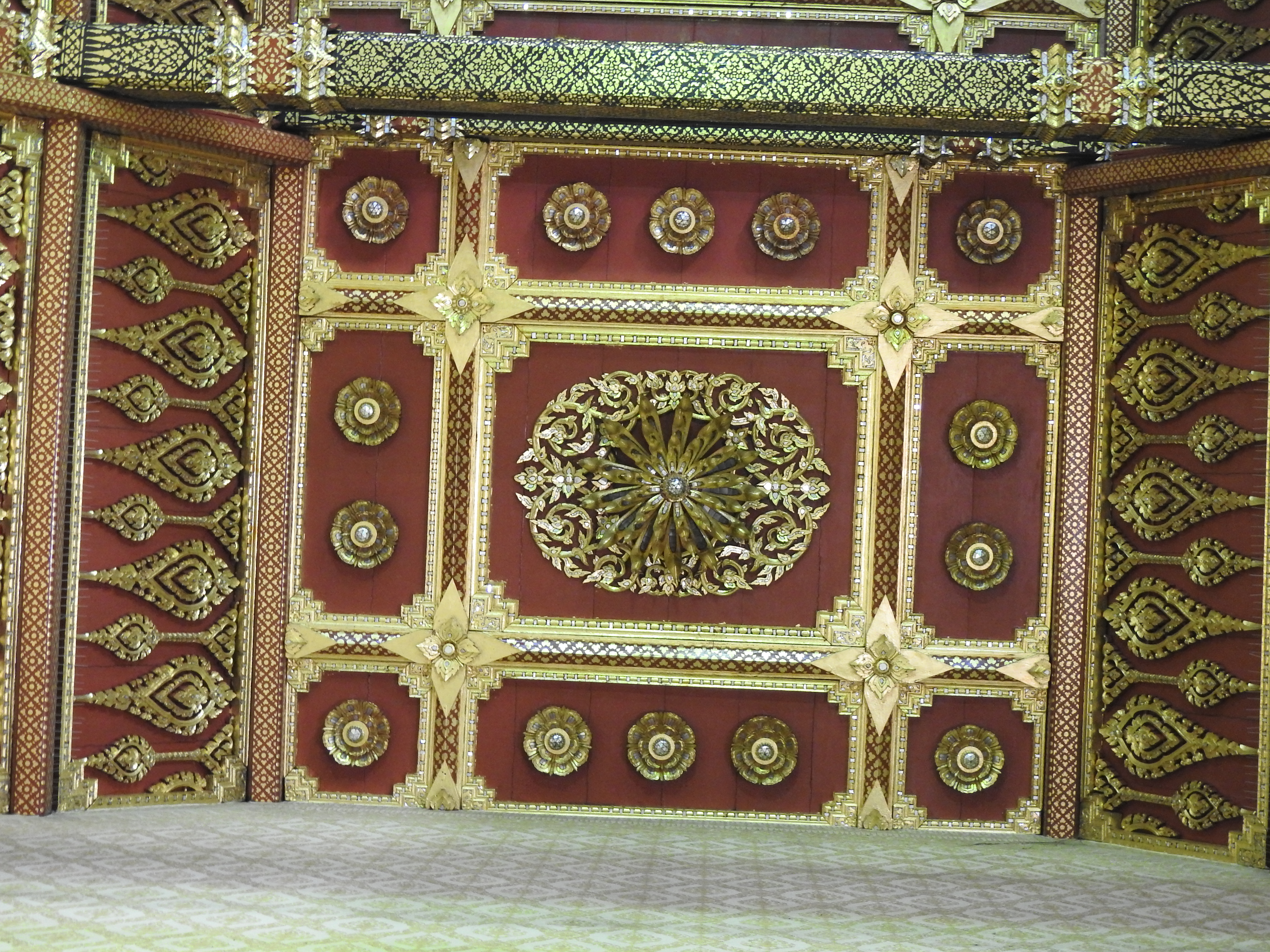
戒堂天花板
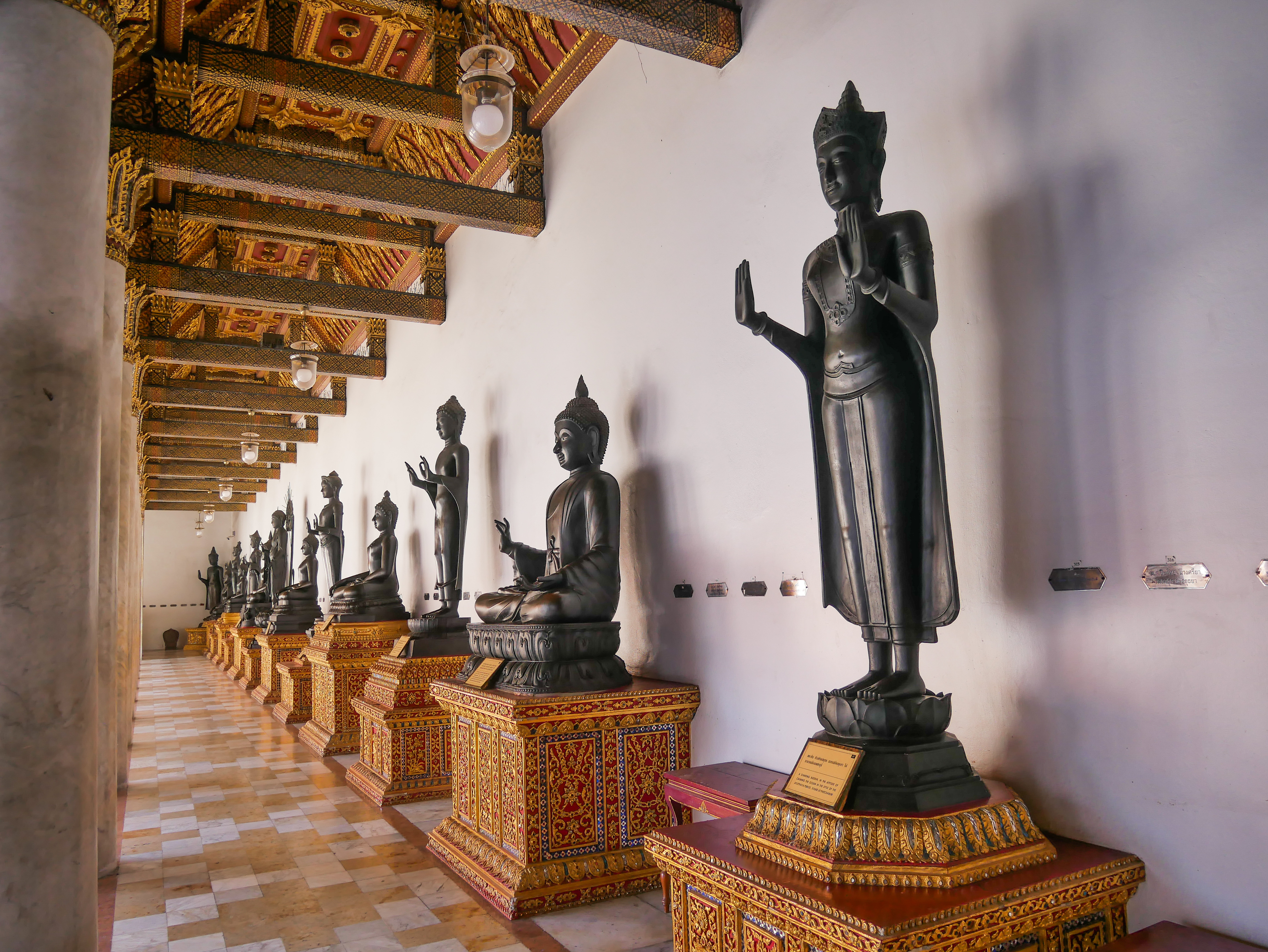
回廊内的各式佛像
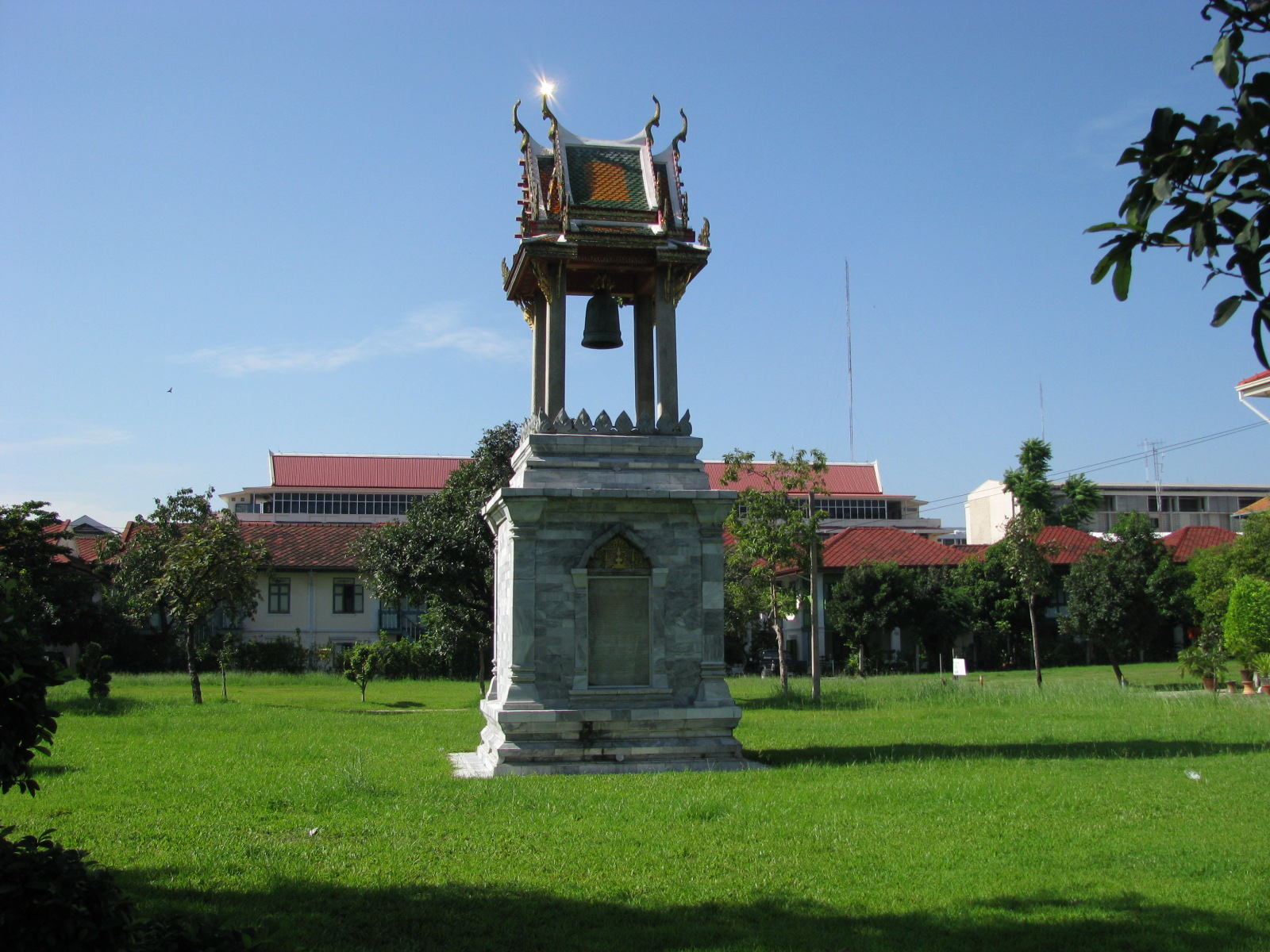
钟楼
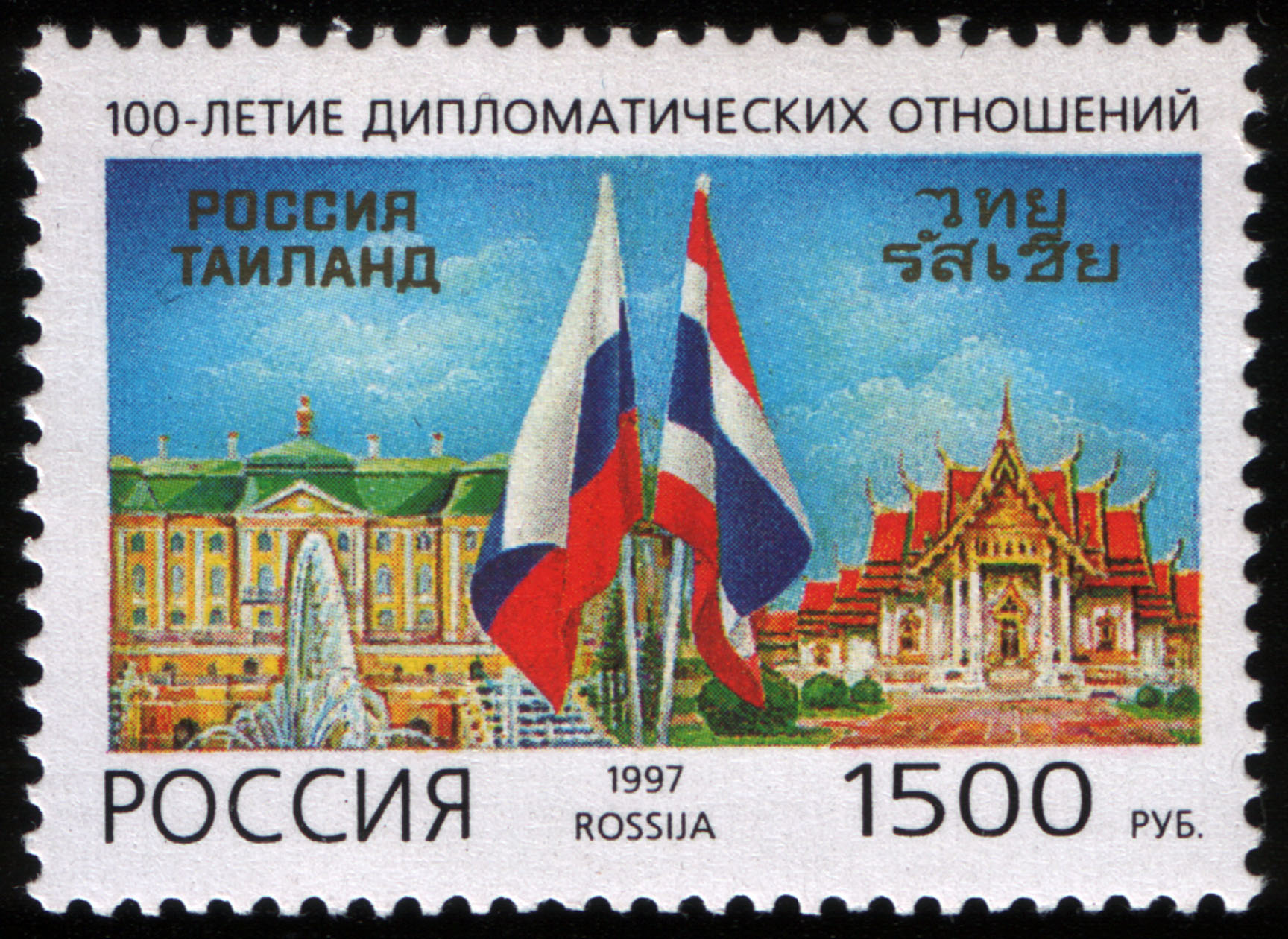
1997年泰俄友谊纪念邮票，以云石寺为泰国象征

### 书目
- Spooner, Andrew; Hana Borrowman; William Baldwin, , UK: Footprint Books: 103–104, 2011, ISBN 978-1-904777-94-6
- Ridout, Lucy; Paul Gray, , India: Rough Guides, 2009, ISBN 978-1-84836-091-4
- Norwich, John Julius, , US: Da Capo Press Inc., 2001, ISBN 0-306-81042-5[]
- Emmons, Ron, , New York: DK, 2008, ISBN 9780756636494